# Вилькье-Омон
Вилькье́-Омо́н (фр. Villequier-Aumont), до 1814 г. Жанлис (Genlis) — коммуна во Франции, находится в регионе Пикардия. Департамент коммуны — Эна. Входит в состав кантона Шони. Округ коммуны — Лан.
Код INSEE коммуны — 02807.

## Население
Население коммуны на 2010 год составляло 631 человек.
| 1962 | 1968 | 1975 | 1982 | 1990 | 1999 | 2010 |
| ---- | ---- | ---- | ---- | ---- | ---- | ---- |
| 473  | 503  | 504  | 600  | 603  | 602  | 631  |

## Экономика
В 2010 году среди 433 человек трудоспособного возраста (15—64 лет) 272 были экономически активными, 161 — неактивными (показатель активности — 62,8 %, в 1999 году было 69,5 %). Из 272 активных жителей работали 241 человек (125 мужчин и 116 женщин), безработных было 31 (17 мужчин и 14 женщин). Среди 161 неактивных 34 человека были учениками или студентами, 65 — пенсионерами, 62 были неактивными по другим причинам.